# Alopecia androgenetica
Alopecia androgenetica is de Latijnse naam voor de meest voorkomende vorm van haarverlies bij zowel mannen als vrouwen. Het wordt ook wel 'klassieke mannelijke kaalheid' genoemd. De meeste mannen krijgen hier in meer of mindere mate mee te maken.

## Oorzaak
Alopecia androgenetica bij mannen is grotendeels erfelijk. Variaties in het gen voor de androgeenreceptor (gelegen op het X-chromosoom) blijken geassocieerd met vroegtijdige kaalheid bij mannen. Of mannen wel of niet vroeg kaal worden is met deze variaties ongeveer voor de helft verklaard. De risicovariant van de androgeenreceptor verhoogt de kans op kaalheid met een factor vier Een tweede belangrijk gebied ligt op chromosoom 20, in band p11, waar genvarianten het risico op alopecia androgenetica ongeveer 1,6 keer groter maken. Ongeveer 30% van het vroegtijdig kaalworden wordt hiermee verklaard.. Mannen met een risicoallel op beide plaatsen (androgeenreceptor en 20p11) hebben 7x zoveel risico om jong kaal te worden. Ook op andere chromosomen liggen waarschijnlijk nog varianten, die invloed hebben op het kaalworden.

## Verloop
De binding van dihydrotestosteron (DHT) aan de androgeenreceptor zorgt voor een sneller verloop van de groeifasen en een verkleining van de schacht van het haarzakje. Uiteindelijk is het haarzakje dusdanig verschrompeld, dat het alleen nog maar een minuscuul (voor het oog onzichtbaar) vellushaartje produceert. Dit proces staat bekend als het miniaturiseren van haar.
Bij mensen met aanleg voor alopecia androgenetica is het genetisch bepaald dat alleen de haren aan de bovenkant van het hoofd zijn uitgerust met androgeenreceptoren. Dit verklaart waarom haar aan de zijkant en achterkant van het hoofd niet verloren gaat met het ouder worden.
Kaalheid verloopt bij vrouwen vaak anders dan bij mannen. Kaalheid volgens het mannelijke patroon begint bij de geheimratsecken (inhammen) of de kruin. De meeste mannen die erfelijk belast zijn met haaruitval krijgen te maken met dit uitvalspatroon. Vrouwen met AGA krijgen daarentegen vaak te maken met een diffuse vorm van uitval die meestal begint bij de scheiding.

## Behandeling
Volledige hergroei van verloren gegane haren is niet of nauwelijks mogelijk met de huidige haargroeimiddelen. Wel kan stabilisatie van de haaruitval bereikt worden. Over het algemeen geldt in ieder geval: hoe sneller er ingegrepen wordt, hoe meer kans er is op succes. Over het algemeen slaan haargroeimiddelen op de kruin beter aan dan op de inhammen.
Twee geneesmiddelen worden voorgesteld bij de behandeling: Finasteride en Minoxidil.
- Finasteride. Dit medicijn is nog niet beoordeeld voor de indicatie alopecia androgenetica en wordt dus off-label gebruikt. De effecten zijn slechts tijdelijk en beperkt. Omwille van de mogelijke ernstige ongewenste effecten en omdat de inname van finasteride ononderbroken moet voortgezet worden om het beperkte effect te behouden, kan men zich vragen stellen over de risico-batenverhouding van finasteride bij de behandeling van alopecia. Finasteride concurreert met het enzym 5-alfa-reductase type II in het binden aan testosteron. Dit enzym zet het hormoon testosteron om in het actievere en voor de gevoelige haarzakjes funeste dihydrotestosteron (DHT). Finasteride zorgt er dus voor dat er minder testosteron wordt omgezet in DHT. Ook vrouwen kunnen dit geneesmiddel gebruiken op voorwaarde dat ze niet zwanger zijn en voorzorgsmaatregelen treffen om niet zwanger te worden[7]
- Minoxidil. Dit geneesmiddel voor lokale toepassing stimuleert de haargroei door een nog niet goed gekend mechanisme maar kent net zoals finasteride bijwerkingen en moet ook ononderbroken worden ingenomen. Een positief effect op de haargroei is aangetoond in een aantal studies.

Ook is het mogelijk om alopecia androgenetica chirurgisch te behandelen, bijvoorbeeld door middel van een haartransplantatie. Ook met dit soort cosmetische behandelingen is het vooralsnog onmogelijk om de oorspronkelijke haardichtheid terug te krijgen.